# Venustiano Carranza
Venustiano Carranza Garza (Cuatro Ciénegas, 29 dicembre 1859 – Tlaxcalantongo, 21 maggio 1920) è stato un politico e militare messicano, presidente del Messico e protagonista della rivoluzione messicana.
Introdusse elementi sociali avanzati nella Costituzione messicana. Massone, fu un fautore della separazione fra Stato e Chiesa e un feroce anticattolico e anticlericale.
Morì assassinato il 21 maggio 1920 nel corso della ribellione di Agua Prieta guidata da Álvaro Obregón contro il suo governo.

## Biografia
Carranza proveniva da una ricca famiglia.
Fu sindaco di Cuatro Ciénegas durante il Porfiriato; dal 1911 sostenne Francisco Madero nella sua lotta rivoluzionaria, e fu membro del suo governo provvisorio e governatore del Coahuila durante la sua presidenza.
Quando, nel febbraio del 1913, Madero fu ucciso nel colpo di Stato del generale Victoriano Huerta, Carranza si pose a capo della ribellione contro il nuovo governo, proclamando il Piano di Guadalupe, a cui aderirono tutti i principali rivoluzionari messicani (tra cui Álvaro Obregón, suo braccio destro, Pancho Villa ed Emiliano Zapata) e fondando l'esercito costituzionale messicano.
Abile politico e calcolatore, ma meno militare, stabilì il suo centro di potere nel Sonora, da dove coordinò l'azione dei suoi generali in tutta la Repubblica messicana. Dopo l'occupazione statunitense di Veracruz nel 1914 e la destituzione di Huerta a luglio, entrò trionfalmente a Città del Messico, ma stabilì il suo centro di potere a Veracruz, e rientrò nella capitale solamente l'anno seguente, quando gli eserciti della Convenzione di Aguascalientes, sostenuta da Villa e Zapata, si ritirarono. Fu collaborato dalla sua segretaria, Hermila Galindo, che portò avanti idee femministe e di liberazione della donna in Messico.  
Fu nominato presidente il 1º maggio 1915, ma dopo il fallimento della Convenzione di Aguascalientes e i dissensi con i Villisti della División del Norte, guidati da Pancho Villa, e con gli Zapatisti dell'Esercito di Liberazione del Sud, guidati da Emiliano Zapata, iniziò a combatterli, provocando di fatto la prosecuzione della guerra civile. Da quel momento Carranza esercitò il potere esecutivo de facto come comandante in capo dell'esercito e del movimento costituzionalista e il suo governo ottenne il riconoscimento degli Stati Uniti d'America e delle nazioni europee.
Nel 1917 fu eletto presidente del Messico e fu approvata la nuova Costituzione, la prima nella storia a riconoscere i diritti sociali. Il suo governo, fortemente autoritario e anticlericale, approvò la riforma agraria a favore dei contadini e introdusse il suffragio universale maschile.
Al termine del suo mandato, nel 1920, una volta schiacciate definitivamente nel sangue quasi tutte le opposizioni, decise di favorire l'elezione alla presidenza di un civile, Ignacio Bonillas, ex ambasciatore negli Stati Uniti, ma la ferma opposizione di Álvaro Obregón e della maggioranza degli esponenti militari e politici costituzionalisti scatenò una nuova ribellione in cui Carranza rimase assassinato il 21 maggio.
La sua data di morte viene considerata la fine ufficiale della rivoluzione messicana.
Dal 1942 i suoi resti si trovano al Monumento alla Rivoluzione a Città del Messico.
Era alto 1,98 metri, cosa che lo rende il capo di Stato messicano più alto di sempre.